# نیکولا لاگننا
نیکولا لاگننا (انگلیسی: Nicola Lagnena؛ زادهٔ ۲۵ نوامبر ۱۹۸۶) بازیکن فوتبال اهل ایتالیا است.